# Прогресу (Яломіца)
Прогресу (рум. Progresu) — село у повіті Яломіца в Румунії. Входить до складу комуни Фекеєнь.
Село розташоване на відстані 141 км на схід від Бухареста, 39 км на схід від Слобозії, 76 км на північний захід від Констанци, 94 км на південь від Галаца.

## Населення
За даними перепису населення 2002 року у селі проживали 717 осіб. Усі жителі села рідною мовою назвали румунську.
Національний склад населення села:
| Національність | Кількість осіб | Відсоток |
| -------------- | -------------- | -------- |
| румуни         | 711            | 99,2%    |
| цигани         | 6              | 0,8%     |